# Tacámbaro
Tacámbaro de Codallos (Purépecha: Takambarhu) is een stadje in de Mexicaanse deelstaat Michoacán. Tacámbaro heeft 22.653 inwoners (census 2005) en is de hoofdplaats van de gemeente Tacámbaro.
De naam komt uit het Purépecha en betekent "plaats van palmbomen". De stad wordt omringd door bossen en heeft een gematigd klimaat. Zij wordt beschouwd als "de poort van het warme land". Een van de interessante toeristische sites is het heiligdom van de Maagd van Fátima, beroemd om zijn vier schilderijen die de maagd voorstellen van Polen, Hongarije, Litouwen en Cuba.
De stad is de zetel van het rooms-katholieke bisdom Tacámbaro.
De lokale gastronomie staat bekend als een van de beste van Michoacán.

## Geschiedenis
Op 11 april 1865 werd hier de Slag bij Tacámbaro uitgevochten door het Belgisch legioen waarvoor ter gedenkenis in België twee monumenten werden opgericht: het Monument van Tacambaro te Oudenaarde en een monument in Leopoldsburg.